# Gyrus précentral
 (décembre 2023).
Si vous disposez d'ouvrages ou d'articles de référence ou si vous connaissez des sites web de qualité traitant du thème abordé ici, merci de compléter l'article en donnant les références utiles à sa vérifiabilité et en les liant à la section « Notes et références ».
Le gyrus précentral ou circonvolution frontale ascendante est un gyrus de la face latérale du lobe frontal du cortex cérébral, limité en avant par le sillon précentral et en arrière par le sillon central de Rolando.
Cette circonvolution contient le long de la face antérieure du sillon central les aires motrices primaires M1, correspondant à l'aire 4 de Brodmann.
Les centres commandant les mouvements musculaires intentionnels sont organisés suivant une carte motrice : chaque partie du cortex M1 commande les muscles d'une partie du corps controlatérale (du côté opposé du corps).
|                                     |  |
| Face externe de l'hémisphère gauche |  |